# نورالله تالقانی
نورالله تالقانی از تاریخ‌نگاران، نویسندگان، روزنامه‌نگاران و یکی از برجسته‌ترین چهره‌های سیاسی معاصر افغانستان بود.

## زندگی
نورالله تالقانی در سال ۱۳۱۸ خورشیدی برابر با ۱۹۳۹ میلادی در قریهٔ سرای‌سنگ شهر تالقان مرکز ولایت ولایت تخار در شمال افغانستان زاده شد.
نورالله تالقانی بمثابهٔ پژوهشگر، تاریخ‌نگار، نویسنده و ناشر فهرست طویلی از کتاب‌های علمی، تاریخی، سیاسی، اجتماعی و ادبی خدمات بزرگ فراموش ناشدنی برای مردم افغانستان به‌ویژه اهل فرهنگ را انجام داده است. زندگی نورالله تالقانی مشحون از مبارزه در راه برابری ملی و اجتماعی و فعالیت‌های گستردهٔ روشنگرانه بوده است.
دگروال نورالله تالقانی از مردان نامی و چهره‌های معدود فرهنگی تاریخ معاصر کشور افغانستان است که در حلقه‌های روشنفکران میهنی چه در ساحهٔ نظامی و چه ملکی دارای جایگاه خاصی می‌باشد.
یکی از ویژگی‌های تالقانی آن بود که بی‌خوف و بی‌هراس دردهای مردم ستمدیدهٔ خویش را با صراحت بازگو و بیان می‌نمود و دلیرانه از آن دفاع می‌کرد. او نماد راستین تلاش در راه فراگیری علم و دانش و نماد راستین پیکار بی‌امان در راه حق‌طلبی و برابری زیستن بود و تمام عمر و زندگی خویش را صرف مطالعه و نوشتن کتاب و مطالب ناب پژوهشی و علمی نمود. تالقانی از وسعت نظر نیک، دور اندیشی کامل و تحلیل درست از توان و شهامت خاصی برخوردار بود. او یکی از بهترین کسانی است که که با غرور و پرهیزکاری زندگی شرافتمندانه‌ای نمود و جا دارد در برابر ابهت آرمان‌های پاک و انسانی‌اش سر تعظیم فرود آورد؛ زیرا او یکی از بهترین چهره‌های درخشان فرهنگی معاصر کشور بود که با غرور و سر بلندی و سرشار از باده عشق به میهن و مردم رنجور آن تا آخرین لحظات زندگی هرگز آرام ننشست، تحقیق نمود و بی‌امان مبارزه کرد.
نورالله تالقانی در ۳۱ جوزای سال ۱۳۸۸ خورشیدی برابر با ۲۱ ژوئن ۲۰۰۹ میلادی در کابل وفات کردن و در تالقان به خاک سپرده شدند.
از مهم‌ترین کتاب‌های او کتاب افغانستان ماقبل آریایی‌ها و فرهنگ اصطلاحات نوین است. در سال ۲۰۱۰ کتاب تخاری‌ها نیز در کابل نشر شد.
نورالله تالقانی همچنین رئیس کمیته طبع و نشر بیهقی بود.*